# Mimela flavomarginata
Mimela flavomarginata är en skalbaggsart som beskrevs av Ohaus 1915. Mimela flavomarginata ingår i släktet Mimela och familjen Rutelidae. Inga underarter finns listade i Catalogue of Life.